# Santa María Tianguistengo
Santa María Tianguistengo es uno de los trece pueblos pertenecientes al municipio de Cuautitlán Izcalli, en Estado de México.

## Toponimia
Tianguistengo proviene del náhuatl tianquiztli, «mercado», y tentli, «orilla o borde», que se traducen como; «en la orilla» o «al borde del mercado».

## Historia
Durante la época prehispánica sobresalió por ser una localidad de gran importancia debido a su actividad comercial, pues se trataba de la principal ruta en cuanto a distribución de sal. Lo anterior originó que los habitantes de aquel entonces aprendieran a hablar diversas lenguas para poder vender sus productos. Tiempo después, durante la época colonial, se construyó el templo católico del poblado, que pertenece al siglo XVII, edificado con una fachada de estilo clásico y un retablo.
En tiempo antiguos, una de las principales actividades laborales de los residentes era la alfarería. El pueblo es un sitio conocido por su cultivo de maíz y alfalfa, así como por la cría de animales de ganadería.
Su fiesta patronal es celebrada el 15 de agosto en honor a la asunción de la Virgen María. Como tradición conmemorativa a la fecha, los hombres suelen vestirse de mujeres, mientras bailan y cantan por todo el pueblo.